# Райківська сільська рада
Райківська сільська рада — колишня адміністративно-територіальна одиниця та орган місцевого самоврядування у Янушпільському, Махнівському, Бердичівському районах і Бердичівській міській раді Житомирської і Бердичівської округ, Вінницької й Житомирської областей, Української РСР та України з адміністративним центром у с. Райки.

## Населені пункти
Сільській раді були підпорядковані населені пункти:
- с. Райки

## Населення
Кількість населення ради станом на 1923 рік становила 1 248 осіб, кількість дворів — 280.
Відповідно до перепису населення СРСР, станом на 17 грудня 1926 року, чисельність населення ради становила 1 301 особу, з них, за статтю: чоловіків — 644, жінок — 657, етнічний склад: українців — 1 276, євреїв — 13, поляків — 9, інші — 3. Кількість господарств — 282, з них несільського типу — 4.
Станом на 5 грудня 2001 року, відповідно до перепису населення України, кількість мешканців сільської ради становила 1 288 осіб.

### Мова
Розподіл населення за рідною мовою за даними перепису 2001 року:
| Мова       | Відсоток |
| ---------- | -------- |
| українська | 96,89 %  |
| російська  | 3,03 %   |
| вірменська | 0,08 %   |

## Склад ради
Рада складалася з 16 депутатів та голови.

### Керівний склад сільської ради
| ПІБ                        | Основні відомості                                                              | Дата обрання | Дата звільнення |
| -------------------------- | ------------------------------------------------------------------------------ | ------------ | --------------- |
| Папірник Микола Степанович | Сільський голова , 1954 року народження, освіта                                | 26.03.2006   | 31.10.2010      |
| Папірник Микола Степанович | Сільський голова , 1954 року народження, освіта середня загальна, безпартійний | 31.10.2010   |                 |

Примітка: таблиця складена за даними джерела

## Історія
Створена 1923 року в с. Райки Озадівської волості Житомирського повіту Волинської губернії. Станом на 17 грудня в підпорядкуванні значився хутір Ядвіга, який, на 1 жовтня 1941 року, не перебував на обліку населених пунктів.
Станом на 1 вересня 1946 року входила до складу Бердичівського району Житомирської області, на обліку в раді перебувало с. Райки.
5 липня 1965 року, відповідно до рішення Житомирського облвиконкому № 403 «Про зміни в адміністративно-територіальному поділі Бердичівського, Дзержинського, Любарського, Новоград-Волинського і Радомишльського районів та про об'єднання окремих населених пунктів області», сільську раду ліквідовано, с. Райки підпорядковане Швайківській сільській раді Бердичівського району. Відновлена 26 червня 1992 року, відповідно до рішення Житомирської обласної ради «Про внесення змін в адміністративно-територіальний устрій окремих районів», в с. Райки Швайківської сільської ради Бердичівського району.
13 серпня 2018 року територію та населені пункти ради приєднано до складу Швайківської сільської територіальної громади Бердичівського району Житомирської області.
Входила до складу Янушпільського (7.03.1923 р.), Махнівського (17.06.1925 р.), Бердичівського (27.06.1925 р., 28.06.1939 р., 26.06.1992 р.) районів та Бердичівської міської ради (5.09.1930 р.).